# Chaetodon marleyi
Chaetodon marleyi là một loài cá biển thuộc chi Cá bướm trong họ Cá bướm. Loài này được mô tả lần đầu tiên vào năm 1921.

## Từ nguyên
Từ định danh marleyi được đặt theo tên của Harold Walter Bell-Marley (1872 – 1945), một kiểm ngư viên ở KwaZulu-Natal (Nam Phi), người đã thu thập mẫu định danh của loài cá này.

## Phạm vi phân bố và môi trường sống
C. marleyi được có phân bố từ vịnh Delagoa (Mozambique) vòng qua phía tây trải dài đến làng chài Lamberts Bay, tỉnh Tây Cape (Nam Phi).
C. marleyi sinh sống trên các rạn viền bờ ở độ sâu đến ít nhất là 120 m, tuy nhiên loài này cũng đã được ghi nhận ở vùng nước nông trong các vũng thủy triều và gần khu vực cửa sông.

## Mô tả
C. marleyi có chiều dài cơ thể lớn nhất được ghi nhận là 20 cm. Loài này có màu xám trắng với hai dải sọc xiên màu nâu ở mỗi bên thân (dải sau thường sẫm hơn). Đầu có một dải sọc cùng màu từ gáy băng dọc qua mắt. Vây lưng màu nâu. Vây hậu môn và vây bụng có màu vàng nâu. Cuống đuôi có dải nâu bao quanh; vây đuôi trắng với một vạch màu nâu ở giữa, nửa sau của vây đuôi trong suốt. Vây ngực trong suốt. Cá con có thêm một đốm đen lớn viền trắng trên vây lưng.
Số gai ở vây lưng: 11; Số tia vây ở vây lưng: 23–24; Số gai ở vây hậu môn: 3; Số tia vây ở vây hậu môn: 18–19; Số gai ở vây bụng: 1; Số tia vây ở vây bụng: 5.

## Sinh thái học
Thức ăn của C. marleyi có thể là các loài thủy sinh không xương sống nhỏ.

## Thương mại
C. marleyi ít được thu thập trong các hoạt động thương mại cá cảnh.